# Le Foyer International d’Etudes Françaises
Le Foyer International d’Etudes Francaises (Le Fief en Drôme provençale) ist ein gemeinnütziger deutsch-französischer Kulturverein mit Sitz in La Bégude-de-Mazenc, Frankreich.

## Gründung und Geschichte
Das Foyer International d’Etudes Françaises, ein eingetragener Verein, wurde 1961 von Ernest Jouhy (1913–1988) als Forum für Begegnung und interkulturellen Austausch gegründet. Ernest Jouhy hat es zu einem „Ort gemacht, an dem die Freude am Verweilen vor der Notwendigkeit zu lernen kommt“.
Nach dem Zweiten Weltkrieg war es notwendig, den Frieden zwischen den Ländern Europas dauerhaft zu sichern, um in Zukunft eine Katastrophe wie diejenige, die sich zuvor zugetragen hatte, unmöglich zu machen.
Bereits 1933 musste Ernest Jouhy, ein deutscher Jude und Kommunist, vor dem repressiven Regime des nationalsozialistischen Deutschlands fliehen. Als er in Frankreich ankam, war er im Widerstand und in verschiedenen Bewegungen gegen den Eindringling involviert. In dem Wunsch, sein politisches und pädagogisches Engagement auch nach dem Krieg fortzusetzen, schuf er inmitten des mittelalterlichen Dorfes Châteauneuf de Mazenc das FIEF: einen Treffpunkt für deutsch-französische Seminare.
Die ersten Seminare und Treffen sollten die Verbindung zwischen Frankreich und Deutschland erneuern. Sie wurden dann auf andere europäische Länder ausgedehnt um neue gemeinsame Projekte zu initiieren. Im Laufe der Jahre waren die Aktivitäten für eine sehr unterschiedliche Öffentlichkeit zugänglich: Lehrer, Schüler, Sozialarbeiter, Volkshochschulen, Schüleraustauschprogramme und seit kurzem auch für Künstler in Ausbildung. Viele dieser Programme werden vom Deutsch-Französischen Jugendwerk (DFJW) unterstützt. Das FIEF hat sich unter der Leitung von Bernard Martini entwickelt, der von Anfang an ein Schüler von Ernest Jouhy war, ein deutscher Lehrer und aktiver Leiter des deutsch-französischen Austauschs in der Region.
Mit seiner Arbeit und seinem Engagement arbeitet das FIEF seit mehr als 50 Jahren daran, eine humanistische und soziale Idee von Europa zu entwickeln und zu vermitteln: Bei den Workshops und Seminaren erleben die Gruppen Interkulturalität und Zusammenarbeit über nationale Grenzen hinweg. Durch die gemeinsame Entdeckung der Region, das gemeinsame Leben an einem Ort und die Durchführung gemeinsamer Projekte wecken Unterschiede nicht mehr Misstrauen und Ablehnung, sondern Neugier und eine Lust am Lernen vom anderen. Bildung und Begegnung sind die Ziele, die Ernest Jouhy mit dem FIEF verfolgte.

## Heute
Heute besteht die Aktivität des FIEF hauptsächlich aus unterschiedlichen Gruppen-Aufenthalten vieler Ausrichtungen und ermöglicht internationale Begegnungen. Es ist offen für alle, Gruppen oder Einzelpersonen. Das FIEF, derzeit mit Maria Komander als Vorstand, ist ein Ort für thematische und künstlerische Aufenthalte zu den Themen Kulturerbe und Erinnerungskultur, Europapolitik und deutsch-französische Freundschaft, Theater und Malerei, Achtsamkeit, Ernährung und Nachhaltigkeit.
Die etwa 15 thematischen Seminare, künstlerischen Workshops und Gruppen-Aufenthalte pro Jahr werden mit Volkshochschulen, Universitäten oder Hochschulen, Organisationen, wie dem VMSF (Musikferien ohne Grenzen), oder Vereinen organisiert. Die Programme umfassen Besuche historischer Stätten der Résistance in den Vercors und in der Region Dieulefit, Vorträge und Debatten von Spezialisten oder Unternehmen aus der Region sowie kulturelle Ausflüge (Theater, Ausstellungen). Wegen seiner deutsch-französischen und europäischen Partner, wie beispielsweise die Europäischen Zentren für Kultur und Kommunikation (EBZ), setzen sich die Veranstaltungen und Seminare oft aus Teilnehmern verschiedener Nationalitäten zusammen. Die deutsch-französischen künstlerischen Workshop-Programme organisiert das FIEF mit seinem Partner „deutsch-französisches forum junger Kunst“ in Bayreuth und mit Unterstützung des DFJW, das sich für die Förderung von Kultur und Sprache einsetzt. Das FIEF bietet auch ein Kulturprogramm für das lokale Publikum mit Aufführungen, Konzerten und Kochworkshops.

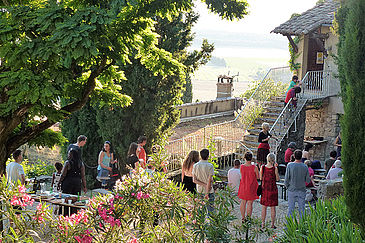
Le Foyer International d’Etudes Françaises

## Workshops des FIEF
Das in Frankreich ansässige FIEF organisiert mit seinem deutschen Partner, dem deutsch-französischen forum junger kunst, unterstützt vom Deutsch-Französischen Jugendwerk, künstlerische Workshops, die jeweils von einem deutsch-französischen Duo geleitet werden. Die Arbeitsgruppen setzen sich aus französischen und deutschen Künstlerinnen und Künstlern zusammen, die sich für eine Dauer von 10 Tagen mit Improvisation, Theatertechniken, wie die Commedia dell’Arte, Maskenherstellung usw. beschäftigen.